# Turkmenbaši
Turkmenbaši (turkmensky Türkmenbaşy, rusky Туркменбашы) dříve Krasnovodsk je město v Turkmenistánu. Leží na východním pobřeží Kaspického moře na úpatí Kuvadag. Nachází se 580 km západně od Ašchabadu. Ve městě je velký mezinárodní přístav a centrum ropného rafinérského průmyslu Turkmenistánu.
Žije zde 73 803 obyvatel (rok 2012).

## Etymologie
Ruský název města Krasnovodsk je překladem místního toponyma Kyzyl-Su – v překladu červená voda. Vody Krasnovodského zálivu měly hojný počet planktonu s výrazným růžovým odstínem a z toho vznikl název města.
Moderní název Turkmenbaši je po prezidentu Saparmuratovi Nijazovi, který sám sebe obdařil titulem Turkmenbaši (Vůdce všech Turkmenů) a nařídil po sobě přejmenovat město Krasnovodsk.

## Historie

### Předruské období
Území Turkmenbaši bylo osídleno od nejstarších dob. Původní obyvatelé se zabývali kočovným chovem dobytka. Při pobřeží existovaly zavlažovací soustavy pro zemědělství již několik století před naším letopočtem. Do připojení k Rusku bylo území budoucího města velmi řídce osídleno.

### Ruské období
První pokus o upevnění ruské říše na východním pobřeží Kaspického moře spadá do roku 1716, kdy čerkeský kníže, ruský důstojník Alexandr Bekovič-Čerkasskij dostal od cara Petra I. Velikého za úkol vylodit se na pobřeží a založit utajené opevněné osídlení, kde by se mohla shromáždit ruská armáda a dobýt Chivský chanát. Vylodění se podařilo, Rusové začali budovat pevnost, která měla během několika měsíců korunní hradbu, valy, bašty a vodní příkop. V pevnosti bylo umístěno tisíc ruských vojáků pod velením plukovníka von der Wieden. Rusové v pevnosti ale trpěli hladem, nemocemi, velkým vedrem a kvůli tomu měli vysokou úmrtnost. Turkmenští kočovníci několikrát na pevnost zaútočili, ale ta vždy odolala. Při jednom z bojů ale došlo ke ztroskotání dvou ruských lodí a zahynulo přes 400 ruských vojáků. Rusové se pak rozhodli stáhnout. Od té doby se v Rusku používá úsloví "Ztracen jako Bekovič,"
Neúspěšná ruská expedice znamenala, že Rusové na 150 let ztratili o tuto oblast zájem.
Druhý pokus o založení opevněné osady byl úspěšnější a trvalý. V roce 1869 byla pod vedením plukovníka Nikolaje Stoletova znovu založena opevněná pevnost a získala jméno Krasnovodsk. Nová ruská pevnost sloužila jako základna proti turkmenským nomádům a pro výpady na území Bucharského a Chivského chanátu. Byla vytvořena Zakaspická oblast a Krasnovodsk byl jejím střediskem až do vzniku Ašchabadu. Krasnovodsk bylo malé, silně opevněné městečko obývané ruskými vojáky a úředníky a obchodníky – Peršany a Armény. Turkmeni ve městě prakticky nežili.

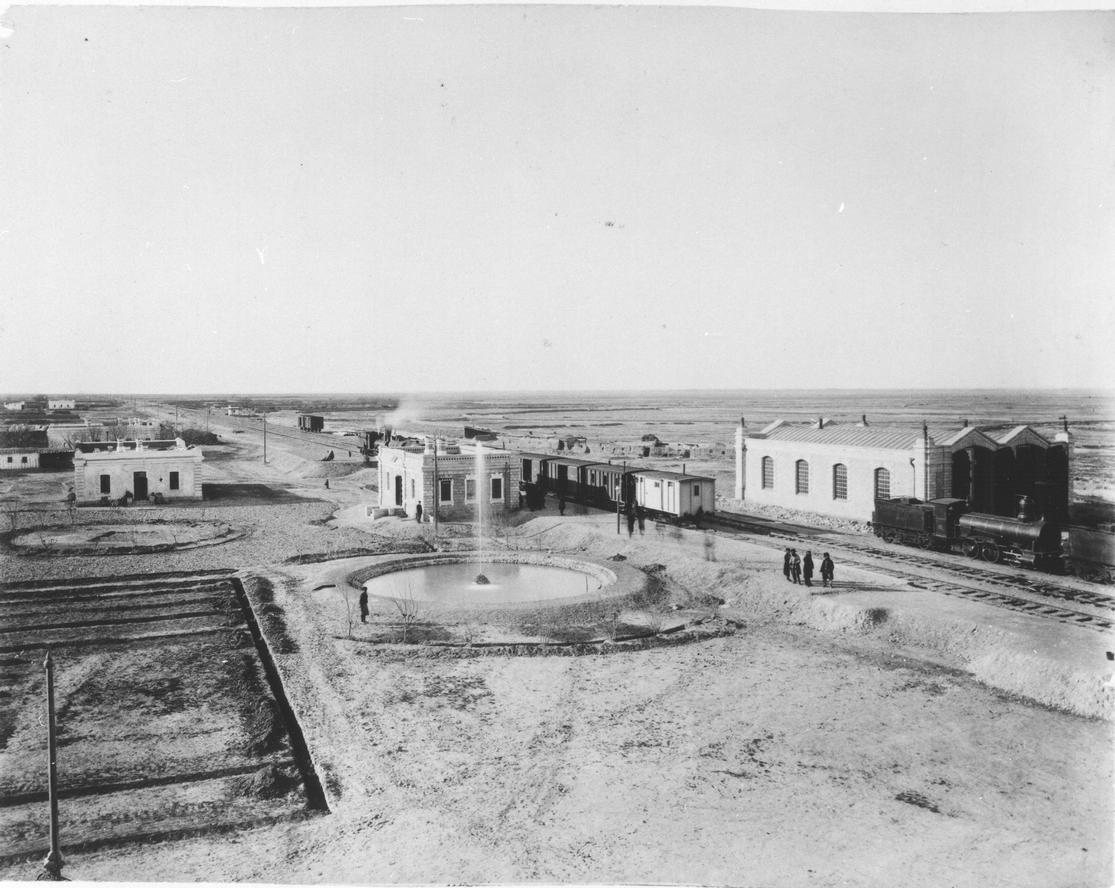
Zastávka Beharden na Transkaspické železnici (rok 1890)

Po výstavbě transkaspické železnice narostl význam Krasnovodsku, který roku 1896 získal městská práva.

### Sovětské období
O Krasnovodsk se v ruské občanské válce tvrdě bojovalo, sovětská vláda byla ustanovena až roku 1920. V řadách Rudé armády bojovali i českoslovenští rudoarmějci. Nedaleko Krasnovodsku bylo roku 1918 zastřeleno britskými vojáky 26 bakuských bolševických komisařů.
V dobách SSSR došlo k rozvoji průmyslu ve městě. Město bylo centrem Krasnovodské oblasti, která byla několikrát založena a zase zrušena.
Roku 1991 byla zrušena definitivně Krasnovodská oblast a místo ní vznikla Balkánská oblast a místo Krasnovodsku se centrem stal Nebit-Dag.

### Turkmenské období
Se získáním nezávislosti Turkmenistánu přišlo období derusifikace a město bylo v roce 1993 přejmenováno na Turkmenbaši k poctě prvního prezidenta Saparmurata Nijazova.

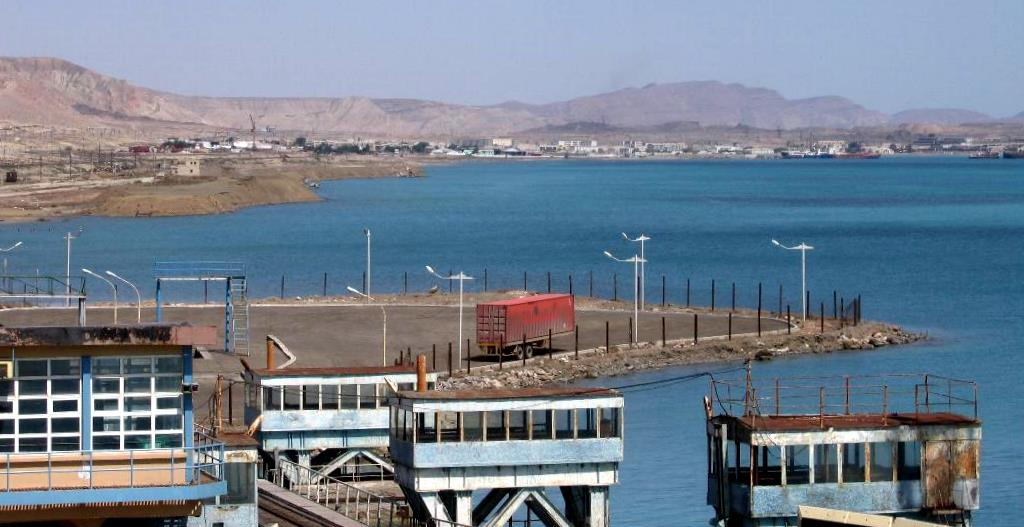
Přístav v Turkmenbaši (rok 2006)

Druhý prezident Turkmenistánu Gurbanguly Berdimuhamedow rozhodl v červenci 2007 investovat 1 mld. USD do projektu proměnit Turkmenbaši do moderního turistického města. Bylo vybudováno více než 60 moderních hotelů na 16 km dlouhé pláži Kaspického moře.
V posledních letech probíhá rekonstrukce historického centra, vznikají nové silnice a nová dopravní infrastruktura. Moderní dálnice spojila město s mezinárodním letištěm Turkmenbaši Airport – Awaza.

## Hospodářství

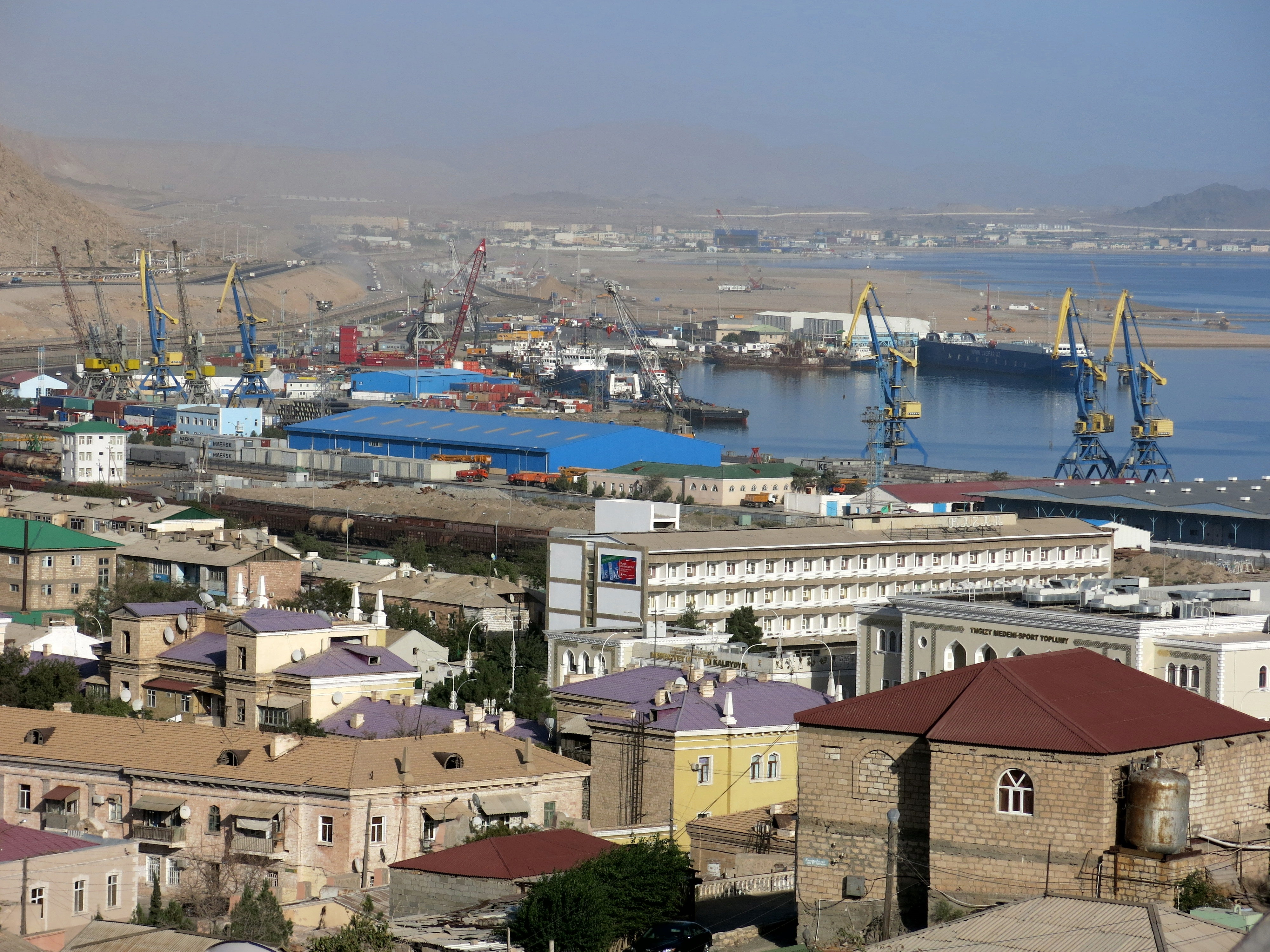
Pohled na průmyslovou část Turkmenbaši (rok 2015)

V současnosti je ve městě vysoce rozvinutý chemický průmysl (zpracování ropy), oděvní průmysl a potravinářství (zpracování masa a ryb). Město je důležitým přístavem, ve kterém se překládá zboží do nákladních vagonů a opačně. Přepravuje se hlavně dřevo, obilí, bavlna, rybí a ropné produkty.
Největší turkmenská rafinérie je v Turkmenbaši.

## Podnebí
Podnebí je typicky pouštně subtropické. Roční srážky jsou pouze 126 mm, zejména na přelomu podzimu a zimy.
Průměrná roční teplota je 15,1 °C.

## Doprava
Turkmenbaši je nejdůležitějším turkmenským dopravním uzlem a jedním z nejdůležitějších překladišť v Kaspickém moři. Ve městě je mezinárodní přístav, trajektová doprava, letiště a moderní železniční nádraží.
Městem prochází dálnice M37, která začíná v Brestu a končí u čínských hranic. Dálnice M37 spojuje město s městy Karabogaz, Ašchabad a Buchara.
Turkmenbaši je jediným turkmenský přístavem. Existuje zde pravidelné 260 km dlouhé trajektové spojení s Baku na protějším břehu. Všem osm trajektových lodí na lince Baku-Turkmenbaši pluje pod ázerbájdžánskou vlajkou.
Je zde důležité nádraží Transkaspické železnice, která město spojuje nejen s Ašchabadem, ale i dalšími asijskými městy. Stanice Turkmenbaši vypravuje denně minimálně jeden vlak č. 605/606 do Ašchabadu.
Mezi Turkmenbaši a Ašchabadem jezdí také pravidelné autobusové spoje.
Ve městě existuje mezinárodní letiště odkud létají pravidelné přímé lety například do Ašchabadu, Istanbulu, Dašoguzu, Mary a Türkmenabatu.